# اسطوره‌شناسی اسلامی

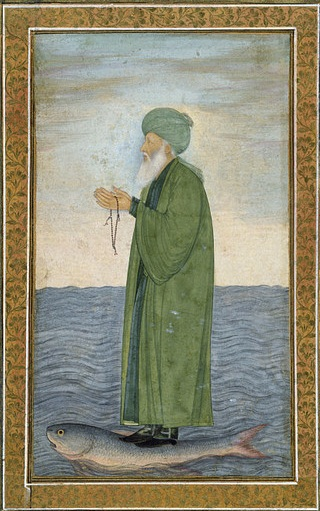
خضر شخصیتی است که در قرآن به‌عنوان بنده صالح خداوند و دارای حکمت یا دانش عرفانی معرفی شده‌است.

اسطوره‌شناسی اسلامی یا اساطیر اسلامی (به انگلیسی: Islamic mythology)، دسته‌ای از اسطوره‌های مرتبط به اسلام است. اسلام دینی است که بیشتر علاقه‌مند است به قانون و نظم اجتماعی تا اسطوره‌های دینی. کتاب همراه اساطیر دنیای آکسفورد تعدادی از روایات سنتی را به عنوان «اسطوره‌های اسلامی» شناسایی می‌کند که شامل این موارد می‌شوند: یک اسطوره آفرینش و یک تصور از زندگی پس از مرگ، که اسلام این دو را تا حدودی با دیگر ادیان ابراهیمی به اشتراک می‌گذارد و همچنین داستانِ به طورِ اختصاصی اسلامیِ کعبه. زندگی‌نامه سنتی محمد که نقشی مرکزی در آموزه‌های اسلامی بازی می‌کند، به‌طور عام این‌طور شناخته می‌شود که ماهیتا تا حد زیادی تاریخی است، و اسلام کم‌تر از یهودیت و مسیحیت به میتولوژی اتکا دارد. با این وجود، روایاتِ شرعیِ متعارف شامل دو واقعه کلیدی فراطبیعی است: نزول الهی قرآن، و اسراء و معراج — سفر شبانه به اورشلیم و در پی آن عروج به آسمان هفتم. به علاوه، متون مقدس اسلامی تعدادی روایت افسانه‌مانند [یا افسانه‌ای] دربارهٔ شخصیت‌های مربوط به کتاب مقدس می‌باشند، که در یک‍ سری از جزئیات، از روایات عرفی یهودی و مسیحی انحراف پیدا می‌کند.

## داستان‌های انجیلی در قرآن
اسلام بسیاری از وقایع و قهرمانان انجیلی را با داستان‌های خودش درمی‌آمیزد. داستان‌هایی دربارهٔ موسی و ابراهیم بخش‌هایی از متون مقدس اسلامی را شکل می‌دهند. قرآن با جزئیات حکایت یوسف را، کسی که به یک مصری فروخته شد، و حکایت مسیحی مریم، مادر عیسی را، بازتعریف یا بازگویی می‌کند. در هر دو مورد، جزئیات بدیع و تفسیری اسلامی اضافه می‌کند: برای نمونه، در نسخه اسلامی، عیسی هنگامی که هنوز نوزاد است سخن می‌گوید، و پیامبری معجزه‌آساخیال‌شدهٔ آدمیزادی است، نه مظهرِ تن‌مندِ خداوند.

## شخصیت‌ها
- عزرائیل - فرشته مرگ
- براق - مرکبی بال‌دار با گام‌هایی بسیار عریض: توانست سم‌هایش را دورترین مرز دیدش قرار دهد. پیامبر محمد را به آسمان‌ها منتقل کرد.
- جن - این نام به موجوداتی نامرئی اشاره دارد، که اغلب زمین را همراه با انسان‌ها مسکن گزیده‌اند. آن‌ها از آتشی بی دود آفریده شده بودند، و پیش از این که اولین انسان بیاید روی زمین زندگی کرده بودند.
  - عفریت - جنی رده بالا و یکی از قدرت مندترین آن‌ها.
- کراما کاتبین - دو فرشته ای که که اعمال خوب و بد یک شخص را ثبت می‌کنند
- معقبات - دسته ای از فرشتگان نگهبان که مردم را از مرگ حفظ می‌کنند تا موعد مقرر شده آن
- مالک - آن فرشته ای که آتش جهنم را نگهبانی می‌کند
- رضوان - فرشته ای که مسئول نگهداری جنة یا بهشت است
- ابلیس - منحرف‌کننده انسان‌ها، و رهبر شیاطین؛ که از بهشت رانده شد

## مکان‌ها
- برزخ - حائلی بین جهنم و بهشت
- باغ عدن - بهشتی که آدم و حوا قبل هبوطشان در آن زندگی کردند
- جهنم - منزل‌گاه نابکاران
- جنة - بهشت؛ منزل‌گاه درست‌کاران؛ باغ پردیس (بهشت) را در خود دارد
- کعبه - ساختمان مقدسی که مسلمانان هنگامی که در حج هستند بازدید می‌کنند (زیارت مکه). در میتولوژی اسلامی، ابراهیم و اسماعیل به فرمان خدا کعبه را ساختند، تا به عنوان قرینه زمینی جنة (بهشت) به کار رود. آدم کعبه زمینی اصلی را ساخت، اما ابراهیم و پسرش باید آن را بازسازی می‌کردند.

## وقایع
- خلقت - عمل آفرینشی شش‌مرحله‌ای از جانب خدا
- قیامت - روز رستاخیز (و پاداش و مجازات خوبان و بدکاران)؛ عنصری بنیادی در رستاخیزشناسی اسلامی که بخش زیادی را از روایات یهودی و مسیحی ضمیمه می‌کند